# Briscoe County
Briscoe County är ett administrativt område i Texas, USA. År 2010 hade countyt 1 637 invånare (2010). Countyts administration ligger i huvudorten Silverton som har cirka 800 invånare (2000). 
Briscoe County är ett av Texas 46 så kallade "dry counties", det vill säga, all försäljning av alkoholhaltiga drycker i countyt är förbjuden.

## Geografi
Enligt United States Census Bureau har countyt en total area på 2 336 km². 2 334 km² av den arean är land och 3 km² är vatten.

### Angränsande countyn
- Armstrong County - nord
- Donley County - nordost
- Hall County - öst
- Motley County - sydost
- Floyd County - syd
- Swisher County - väst

### Orter
- Quitaque
- Silverton (huvudort)